# Vladimir Lopukhin
Vladimir Mikhailovich Lopukhin (em russo:  Влади́мир Миха́йлович Лопухи́н; Moscou, 23 de maio de 1952 – Moscou, 26 de maio de 2020) foi um economista e político russo. Atuou como Primeiro Ministro de Combustível e Energia da Rússia de 1991 a 1992.
Nasceu em Moscou e formou-se na Faculdade de Economia da Universidade Estatal de Moscou em 1975. De novembro de 1991 a junho de 1992, ocupou o cargo de Primeiro Ministro de Combustível e Energia da Rússia. Foi nomeado consultor do primeiro-ministro russo Yegor Gaidar no outono de 1992 e também trabalhou como parceiro da Lazard entre 1992 e 1996. 
Lopukhin morreu em Moscou em 2020, três dias após seu 68º aniversário, após contrair a COVID-19.